# Barleria granarii
Barleria granarii är en akantusväxtart som beskrevs av I.Darbysh.. Barleria granarii ingår i släktet Barleria och familjen akantusväxter. Inga underarter finns listade i Catalogue of Life.